# Kristaps Grebis
Kristaps Grebis (Liepāja, 13 dicembre 1980) è un ex calciatore lettone, di ruolo attaccante.

## Carriera

### Club
Cresciuto nelle giovanili del Metalurgs Liepāja, ha giocato la sua prima stagione di Virsliga nel 2000. Nel 2001 giocò per il Rīga, sempre nella massima serie lettone, giocando 20 partite con 3 reti all'attivo. Tornato nel 2002 al Metalurgs Liepāja, il 15 agosto dello stesso anno debuttò nelle coppe europee, giocando da titolare l'andata del turno premiliminare di Coppa UEFA 2002-2003 contro il Kärnten. Il 28 agosto 2003 segnò la sua prima rete europea nella ritorno del secondo turno di qualificazione di Coppa UEFA 2003-2004 contro la Dinamo Bucarest Con il Metalurgs vinse la Latvijas kauss 2006 e soprattutto la Virslīga 2005; ciò gli consentì di esordire anche in UEFA Champions League: ciò avvenne il 19 agosto 2006, quando giocò la partita contro l'Aqtöbe, valida per il ritorno del primo turno di qualificaizione.
A gennaio del 2007 si trasferì all'Oxford Utd, nella quinta serie inglese, dove giocò appena quattro gare di campionato. A luglio tornò in patria, stavolta al Ventspils dove vinse sia il campionato che la coppa. A metà del 2008 tornò per la terza volta al Metalurgs Liepāja, con cui nel 2009 vinse il suo terzo campionato lettone e il titolo di capocannoniere del 2009 con 30 reti all'attivo. A febbraio del 2011 si trasferì in Azerbaijan, con il Kəpəz; al termine del campionato 2010-2011 passò al Simurq: entrambe le squadre disputavano la massima serire azera.
Nell'estate del 2012 andò in Germania col Viktoria Berlino, club di quinta serie. Nel febbraio del 2013 tornò in patria, giocando per il Daugava Rīga, squadra di massima serie; non finì la stagione lì perché già a luglio si trasferì allo Jūrmala.
Nel 2014 firmò per il neonato club del Liepāja, con cui in cinque stationi vinse il suo quarto campionato, la sua terza Coppa di Lettonia e la sua prima Coppa di Lega lettone. Dopo aver deciso di ritirarsi ad inizio 2019 firmò per tre anni con il Grobiņa, disputando per la prima volta la 1. Līga. Si ritirò definitivamente a gennaio 2022.

### Nazionale
Il 10 settembre 2008 debuttò in nazionale nella partita di qualificazioni al campionato mondiale di calcio 2010 contro la Grecia, entrando nella mezz'ora finale al posto di Ģirts Karlsons. Il 12 novembre 2008 segnò la sua prima rete in nazionale, nell'amichevole contro l'Estonia. Fu per la prima volta titolare della selezione lettone il 14 novembre 2009, nell'amichevole contro Honduras.
Nel periodo 2008-2010 giocò tredici gare in nazionale, segnando due reti.

## Statistiche

### Cronologia presenze e reti in nazionale
| Cronologia completa delle presenze e delle reti in nazionale ― Lettonia | Cronologia completa delle presenze e delle reti in nazionale ― Lettonia | Cronologia completa delle presenze e delle reti in nazionale ― Lettonia | Cronologia completa delle presenze e delle reti in nazionale ― Lettonia | Cronologia completa delle presenze e delle reti in nazionale ― Lettonia | Cronologia completa delle presenze e delle reti in nazionale ― Lettonia | Cronologia completa delle presenze e delle reti in nazionale ― Lettonia | Cronologia completa delle presenze e delle reti in nazionale ― Lettonia |
| Data                                                                    | Città                                                                   | In casa                                                                 | Risultato                                                               | Ospiti                                                                  | Competizione                                                            | Reti                                                                    | Note                                                                    |
| ----------------------------------------------------------------------- | ----------------------------------------------------------------------- | ----------------------------------------------------------------------- | ----------------------------------------------------------------------- | ----------------------------------------------------------------------- | ----------------------------------------------------------------------- | ----------------------------------------------------------------------- | ----------------------------------------------------------------------- |
| 10-9-2008                                                               | Tiraspol                                                                | Lettonia                                                                | 0 – 2                                                                   | Grecia                                                                  | Qual. Mondiali 2010                                                     | -                                                                       | 60’                                                                     |
| 15-10-2008                                                              | Riga                                                                    | Lettonia                                                                | 1 – 1                                                                   | Israele                                                                 | Qual. Mondiali 2010                                                     | -                                                                       | 61’                                                                     |
| 12-11-2008                                                              | Tallinn                                                                 | Estonia                                                                 | 1 – 1                                                                   | Lettonia                                                                | Amichevole                                                              | 1                                                                       | 62’                                                                     |
| 12-8-2009                                                               | Sofia                                                                   | Bulgaria                                                                | 1 – 0                                                                   | Lettonia                                                                | Amichevole                                                              | -                                                                       | 66’                                                                     |
| 9-9-2009                                                                | Riga                                                                    | Lettonia                                                                | 2 – 2                                                                   | Svizzera                                                                | Qual. Mondiali 2010                                                     | -                                                                       | 85’                                                                     |
| 10-10-2009                                                              | Amarousio                                                               | Grecia                                                                  | 5 – 2                                                                   | Lettonia                                                                | Qual. Mondiali 2010                                                     | -                                                                       | 71’                                                                     |
| 14-10-2009                                                              | Riga                                                                    | Lettonia                                                                | 3 – 2                                                                   | Moldavia                                                                | Qual. Mondiali 2010                                                     | 1                                                                       | 69’                                                                     |
| 14-11-2009                                                              | Tegucigalpa                                                             | Honduras                                                                | 2 – 1                                                                   | Lettonia                                                                | Amichevole                                                              | -                                                                       | 61’                                                                     |
| 5-6-2010                                                                | Milton Keynes                                                           | Ghana                                                                   | 1 – 0                                                                   | Lettonia                                                                | Amichevole                                                              | -                                                                       | 72’                                                                     |
| 18-6-2010                                                               | Kaunas                                                                  | Lituania                                                                | 0 – 0                                                                   | Lettonia                                                                | Coppa del Baltico 2010                                                  | -                                                                       |                                                                         |
| 19-6-2010                                                               | Kaunas                                                                  | Estonia                                                                 | 0 – 0                                                                   | Lettonia                                                                | Coppa del Baltico 2010                                                  | -                                                                       | 56’                                                                     |
| 11-8-2010                                                               | Liberec                                                                 | Rep. Ceca                                                               | 4 – 1                                                                   | Lettonia                                                                | Amichevole                                                              | -                                                                       | 70’ 90’                                                                 |
| 12-10-2010                                                              | Riga                                                                    | Lettonia                                                                | 1 – 1                                                                   | Georgia                                                                 | Qual. Euro 2012                                                         | -                                                                       | 82’                                                                     |
| Totale                                                                  |                                                                         | Presenze                                                                | 13                                                                      |                                                                         | Reti                                                                    | 2                                                                       |                                                                         |

## Palmarès

### Club
- Campionato lettone: 4

Metalurgs Liepaja: 2005, 2009
Ventspils 2007
Liepāja: 2015
- Coppa di Lettonia: 3

Metalurgs Liepaja: 2006
Ventspils: 2007
Liepāja: 2017
- Coppa di Lega lettone: 1

Liepāja: 2016

### Individuale
- Capocannoniere della Virslīga: 1

2009 (30 reti)